# بيتر واربورتون
بيتر واربورتون (1588–1666) كان محامياً وقاضياً بالإنجليزية.

## الحياة الشخصية
هو الابن الأكبر لبيتر واربورتون من، شيشاير، حفيد السير بيتر واربورتون (ت 1550) من لندن.
هو مدقق الخزانة في عهد إليزابيث، ولد في 27 مارس 1588.
في أكسفورد، حيث التحق في كلية براسينوس في 11 مايو 1604 ، تخرج في 22 نوفمبر 1606.
في 27 يناير 1607 ، تم قبوله طالبًا في لينكولن إن، حيث تم استدعاؤه إلى نقابة المحامين في عام 1612. 
كان واربرتون أحد المفوضين المعينين في 1 فبراير 1641 للضريبة في شيشاير من أول دعمين منحهما البرلمان الطويل، وفي 6 نوفمبر 1645 تم إضافته إلى لجنة الحسابات.
كما عينه البرلمان في 22 فبراير 1647 في محكمة العدل في دنبيشير، و فلينتشير .
في 14 مارس 1655 ،  عُيَّن مع السير جورج بوث والسير ويليام بريريتون في لجنة شيشاير.
بعد ذلك بوقت قصير، تم نقله من محكمة الالتماسات المشتركة إلى مجلس القضاء الأعلى، حيث جلس مع رئيس القضاة اللورد جون جلين في محاكمة مايلز سينديركومب (9 فبراير 1657).
توفي في 28 فبراير 1666 ، ودفن في كنيسة فيتشام، ساري .